# Vlag van Leek

Vlag van Leek (1957-2019)

De vlag van de gemeente Leek werd op 7 mei 1957 door de gemeenteraad vastgesteld. Deze vlag bleef tot 1 januari 2019 de vlag van de gemeente , op die datum ging de gemeente op in de nieuwe gemeente Westerkwartier. De kleuren van de vlag zijn afkomstig uit het gemeentewapen, dat op 25 oktober 1902 bij Koninklijk Besluit werd verleend. De vlag kan als volgt worden omschreven: 
Rechthoekig, met een hoogte-breedteverhouding van 2:3, met drie even hoge banen, van boven naar beneden in de kleuren groen, wit en zwart.

## Verwant symbool

Het wapen van Leek

Adorp 
· Aduard 
· Appingedam 
· Bedum 
· Beerta 
· Bellingwedde 
· Bierum 
· De Marne 
· Delfzijl 
· Eemsmond 
· Eenrum 
· Finsterwolde 
· Grootegast 
· Haren 
· Hefshuizen 
· Hoogezand 
· Hoogezand-Sappemeer 
· Hoogkerk 
· Kloosterburen 
· Leek 
· Leens 
· Loppersum 
· Marum 
· Menterwolde 
· Muntendam 
· Nieuwe Pekela 
· Nieuweschans 
· Oldekerk 
· Oosterbroek 
· Oude Pekela 
· Reiderland 
· Sappemeer 
· Scheemda 
· Slochteren 
· Stedum 
· Ten Boer 
· Termunten 
· Uithuizen 
· Uithuizermeeden 
· Ulrum 
· Vlagtwedde 
· Warffum 
· Wildervank 
· Winschoten 
· Winsum 
· Zuidhorn